# نانوفناوری دی‌ان‌ای

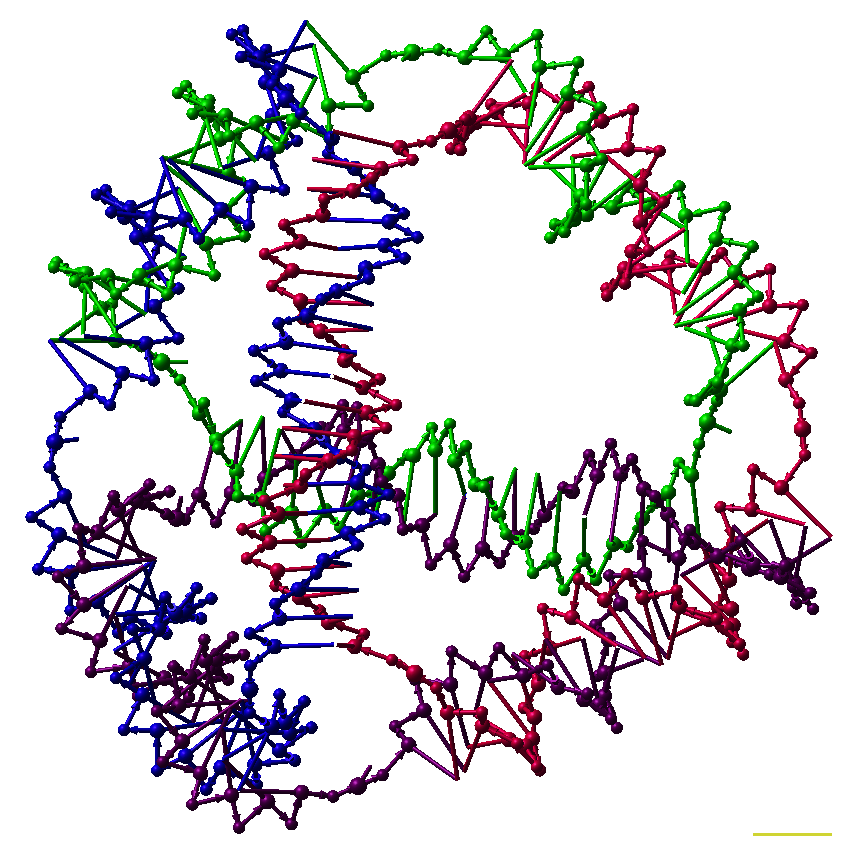
نانوفناوری دی ان ای شامل ساخت و طراحی نوکلئیک اسیدها مانند این چهارضلعی دی ان ای است هر ضلع آن ۲۰ جفت باز دارد.

نانوفناوری دی‌ان‌ای (به انگلیسی: DNA nanotechnology) طراحی و ساخت ساختارهای نوکلئیک اسید مصنوعی برای مصارف تکنولوژی است. در این زمینه، اسیدهای نوکلئیک به عنوان مواد مهندسی غیربیولوژیکی برای نانوتکنولوژی و نه به عنوان حامل اطلاعات ژنتیکی در سلول‌های زنده مورد استفاده قرار می‌گیرند. دانشمندان در این زمینه ساختارهای ایستایی مانند شبکه‌های کریستالی دو و سه بعدی، نانولوله‌ها، شکل‌های چندوجهی و دلخواه، و دستگاه‌های کاربردی مثل دستگاه‌های مولکولی و دی‌ان‌ای رایانه را ایجاد کرده‌اند. این زمینه به عنوان ابزاری برای حل مشکلات اساسی علوم در زیست‌شناسی ساختاری و بیوفیزیک، از جمله کاربردهای موجود در کریستالوگرافی اشعه ایکس و طیف‌سنجی رزونانس مغناطیسی هسته ای پروتئین‌ها برای تعیین ساختار استفاده می‌شود. برنامه‌های کاربردی بالقوه در الکترونیک در مقیاس مولکولی و نانوپزشکی نیز مورد بررسی قرار گرفته‌است.
پایه مفهومی فناوری DNA اولین بار توسط نادریان سیمن در اوایل دهه۱۹۸۰ گذاشته شد و این زمینه در اواسط دهه۲۰۰۰ شروع به جلب توجه گسترده کرد. این استفاده از اسیدهای نوکلئیک با قوانین سخت جفت‌باز آنها امکان‌پذیر است، که باعث می‌شود فقط بخش‌هایی از رشته‌ها با توالی اسید نوکلئیک به یکدیگر متصل شوند تا ساختار مارپیچی دوتایی قوی و سفت و سخت تشکیل شود. این امر امکان طراحی منطقی توالی‌های پایه را فراهم می‌کند که به‌طور انتخابی جمع می‌شوند تا ساختارهای هدف پیچیده‌ای با ویژگی‌های نانومقیاس دقیق کنترل شده را تشکیل دهند. چندین روش مونتاژ برای ساخت این سازه‌ها استفاده می‌شود، از جمله سازه‌های مبتنی بر کاشی که از سازه‌های کوچک‌تر فراهم می‌شوند، سازه‌های تاشو با استفاده از روش دی‌ان‌ای اوریگامی و ساختارهای قابل تنظیم پویا با استفاده از روش‌های جابجایی رشته. نام این زمینه به‌طور خاص به DNA ارجاع می‌دهد، اما همین اصول با انواع دیگر اسیدهای نوکلئیک نیز به کار رفته‌است و منجر به استفاده گاه‌وبیگاه از نام جایگزین نانوتکنولوژی اسید نوکلئیک می‌شود.

## طراحی
نانوساختارهای DNA باید معقولانه طراحی شوند تا رشته‌های اسیدنوکلئیک فردی در ساختارهای موردنظر جمع شوند. این روند معمولاً با مشخص کردن ساختار یا عملکرد هدف مورد نظر آغاز می‌شود. سپس ساختار دوم کلی کمپلکس هدف تعیین می‌شود، ترتیب رشته‌های اسیدنوکلئیک درون ساختار را مشخص می‌کند، و کدام بخش‌های آن رشته‌ها باید به یکدیگر متصل شوند. مرحله آخر طراحی ساختار اولیه است که مشخصات توالی پایه واقعی هر رشته اسیدنوکلئیک است.

### طراحی ساختاری
اولین گام در طراحی نانوساختار نوکلئیک اسید این است که تصمیم بگیرید چگونه یک ساختار معین با یک ترکیب خاص از رشته‌های اسیدنوکلئیک ارائه شود. این مرحله از طراحی ساختار ثانویه یا موقعیت جفت پایه که رشته‌های جداگانه را در یک شکل مورد نظر نگه می‌دارند، تعیین می‌کند.
رویکردهای مختلفی نشان داده شده‌است:
سازه‌های مبتنی بر کاشیاین رویکرد ساختار هدف را به واحدهای کوچکتر با اتصال قوی بین رشته‌های موجود در هر واحد و تعامل ضعیف تر بین واحدها می‌شکند. این غالباً برای ساختن شبکه‌های دوره ای مورد استفاده قرار می‌گیرد، اما می‌تواند برای اجرای خودمونتاژ الگوریتمی نیز مورد استفاده قرار گیرد و آنها را به سکویی برای محاسبات DNA تبدیل کند. این استراتژی طراحی غالب است که از اواسط دهه ۱۹۹۰ تا اواسط دهه ۲۰۰۰ میلادی، هنگامی که روش دی‌ان‌ای اوریگامی استفاده شد، مورد استفاده قرار گرفت.
سازه‌های تاشویک جایگزین برای رویکرد مبتنی بر کاشی، رویکردهای تاشو ساختار نانو را از یک رشته طولانی می‌سازد که یا می‌تواند یک توالی طراحی شده داشته باشد که به دلیل تعامل آن با خود برابر می‌شود، یا می‌توان آن را با استفاده از رشته «اصلی» کوتاه‌تر به شکل دلخواه خم کرد. این روش اخیر اوریگامی  DNA گفته می‌شود که اجازه می‌دهد شکل‌های نانومقیاس دو و سه بعدی شکل بگیرد. (ساختارهای گسسته بالارا ببینید).
مونتاژ پویااین روش به‌طور مستقیم کنترل‌کننده سینتیک خود مونتاژ DNA است و علاوه بر محصول نهایی، همه مراحل حدواسط در مکانیسم واکنش را مشخص می‌کند. این کار با استفاده از مواد اولیه که ساختار مویی را اتخاذ می‌کنند، انجام می‌شود؛ سپس اینها در یک واکنش آبشاری، با یک ترتیب خاص در ساختار نهایی جمع می‌شوند (آبشارهای جابه جایی رشته را در زیر مشاهده کنید). این روش از مزیت روند ایزوترمی در یک دمای ثابت برخوردار است. این بر خلاف رویکردهای ترمودینامیکی است، که در آن نیاز به یک مرحله بازپخت حرارتی است، که نیاز به یک تغییر دما برای تحریک مونتاژ و شکل‌گیری مناسب ساختار مورد نظر وجود دارد.

## مواد و روش‌ها

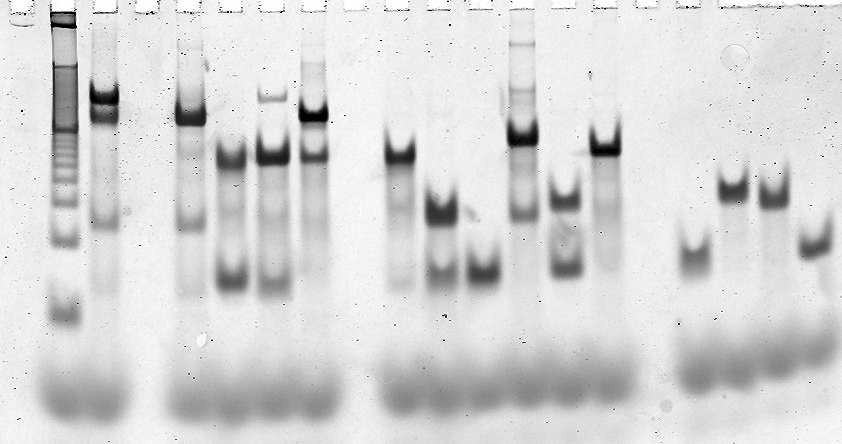
روش‌های الکتروفورز ژل، مانند این روش شکل‌گیری در یک مجموعه DX، برای تعیین اینکه آیا ساختارهای مورد نظر به درستی شکل می‌گیرند، استفاده می‌شوند. هر خط عمودی شامل یک سری باند است که در آن هر باند مشخصه یک واکنش خاص واسطه است.

توالی رشته‌های DNA که یک ساختار هدف را تشکیل می‌دهند، با استفاده از نرم‌افزار مدل‌سازی مولکولی و مدل‌سازی ترمودینامیکی به‌طور محاسباتی طراحی شده‌اند. سپس اسیدهای نوکلئیک خود با استفاده از روش‌های استاندارد سنتز الیگونوکلئوتید سنتز می‌شوند که معمولاً به صورت خودکار در یک ترکیب کننده الیگونوکلئوتید انجام می‌شوند و رشته‌های دنباله‌های سفارشی از نظر تجاری دردسترس هستند.
رشته‌ها می‌توانند با الکتروفورز ژل دناتوره کننده در صورت لزوم خالص شوند،
و غلظت‌های دقیق از طریق هر یک از چندین روش سنجش نوکلئیک اسید با استفاده از طیف‌سنجی مرئی-فرابنفش تعیین می‌گردد.
ساختارهای هدف کاملاً شکل یافته را می‌توان با استفاده از الکتروفورز ژل طبیعی، که اطلاعات اندازه و شکل را برای کمپلکس‌های  نوکلئیک اسید می‌دهد، تأیید کرد. یک روش تغییر تحرک الکتروفورز می‌تواند ارزیابی کند که آیا یک ساختار همهٔ رشته‌های مورد نظر را شامل می‌شود یا خیر.
برچسب زدن فلورسنت و انتقال انرژی رزونانسی فورستر(FRET) گاهی برای توصیف ساختار کمپلکس‌ها مورد استفاده قرار می‌گیرد.
ساختارهای اسیدنوکلئیک را می‌توان مستقیماً با میکروسکوپ نیروی اتمی نشان داد، که برای ساختارهای دو بعدی گسترده مناسب است، اما به دلیل تعامل نوک میکروسکوپ با ساختار اسیدنوکلئیک شکننده برای ساختارهای سه بعدی گسسته مفید نیست، میکروسکوپ الکترونی عبوری و میکروسکوپ الکترونی کرایو اغلب در این مورد استفاده می‌شود. شبکه‌های توسعه یافته سه بعدی توسط بلورشناسی پرتو ایکس تجزیه و تحلیل می‌شوند.